# آکی یامادا
آکی یامادا (انگلیسی: Aki Yamada؛ زادهٔ ۲۴ نوامبر ۱۹۹۲) بازیکن هاکی روی چمن اهل ژاپن است.